# Forn de calç de Cal Guix
Forn de calç de Cal Guix és una obra de Bellver de Cerdanya (Baixa Cerdanya) inclosa a l'Inventari del Patrimoni Arquitectònic de Catalunya.

## Descripció
Se situa als voltants de la pista forestal que va des de Pedra fins a Marcó. Es té constància que va ser utilitzat fins a la dècada de 1930, segons informació oral.
Actualment es troba enderrocat, restant-ne a la vista sols vestigis dels murs, en origen alçats amb pedra i morter.